# Jugucsi Eizó
Jugucsi Eizó (Oszaka, 1945. július 4. – 2003. február 2.) japán válogatott labdarúgó.
A japán válogatott tagjaként részt vett az 1968. évi nyári olimpiai játékokon.

## Statisztika
| Japán válogatott | Japán válogatott | Japán válogatott |
| Időszak          | Mérk.            | gól              |
| ---------------- | ---------------- | ---------------- |
| 1969             | 1                | 0                |
| 1970             | 4                | 1                |
| Összesen         | 5                | 1                |